# Carrefour Sainte-Anne
 (août 2025).
Motif : Rue sans notoriété évidente. Sources secondaires semblent absentes.
- Archive Wikiwix
- Bing
- Cairn
- DuckDuckGo
- E. Universalis
- Gallica
- Google
- G. Books
- G. News
- G. Scholar
- Persée
- Qwant
- (zh) Baidu
- (ru) Yandex
- (wd) trouver des œuvres sur Wikidata

| 1. | Préciser le motif de la pose du bandeau. | Précisez le motif de la pose du bandeau en utilisant la syntaxe suivante : {{admissibilité à vérifier\|date=août 2025\|motif=remplacez ce texte par le motif}}                             |
| 2. | Informer les utilisateurs concernés.     | Pensez à avertir le créateur de l'article, par exemple, en insérant le code ci-dessous sur sa page de discussion : {{subst:avertissement admissibilité à vérifier\|Carrefour Sainte-Anne}} |

 (août 2025).
Si vous disposez d'ouvrages ou d'articles de référence ou si vous connaissez des sites web de qualité traitant du thème abordé ici, merci de compléter l'article en donnant les références utiles à sa vérifiabilité et en les liant à la section « Notes et références ».
Le carrefour Sainte-Anne est un rond-point bruxellois de la commune d'Auderghem qui recueille la drève des Deux Moutiers, la drève du Prieuré, l'avenue Cardinal Micara, le chemin de Putdael et l'avenue Valduchesse.

## Historique et description
Le chemin donnant accès à la chapelle Sainte-Anne s’ouvre à ce carrefour.
Durant la Première Guerre mondiale, le baron Charles Dietrich aurait apporté son soutien financier à la commune afin qu’elle ouvre de nouvelles rues autour de Valduchesse. Cette mesure évita la déportation à de nombreux travailleurs et ce square Sainte-Anne fut aménagé en 1915. Lorsque la chapelle Sainte-Anne fut ouverte au public, quelques jours par an, l’entrée se faisait par le square.

## Galerie

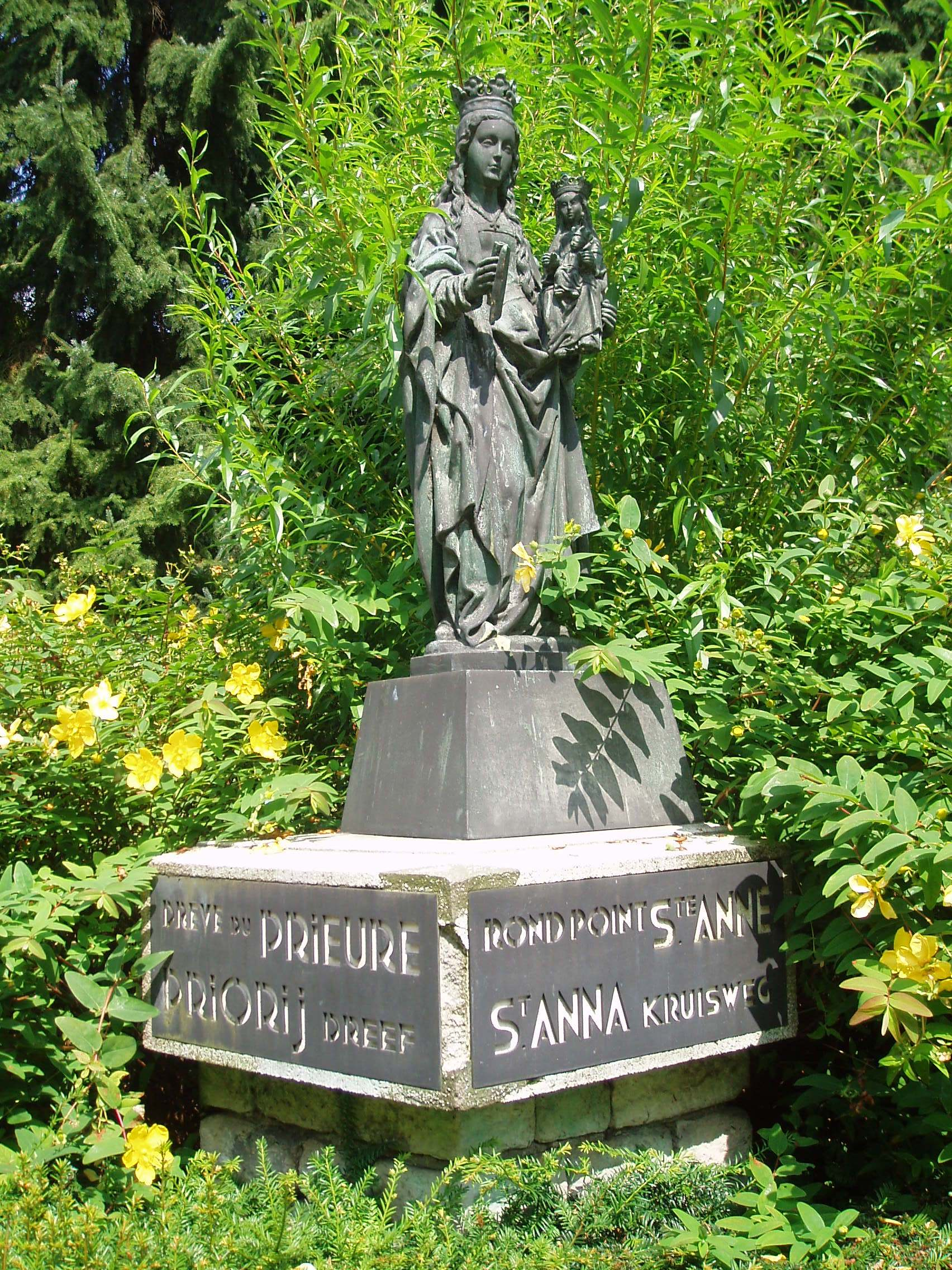
La statuette de Sainte-Anne au carrefour